# Philip Knudsen
Philip Knudsen (3 de marzo de 2002) es un deportista danés que compite en piragüismo en la modalidad de maratón. Ganó una medalla de oro en el Campeonato Europeo de Piragüismo en Maratón de 2024, en la prueba de K2.

## Palmarés internacional
| \| Campeonato Europeo \| Campeonato Europeo \| Campeonato Europeo \| Campeonato Europeo \| \| Año \| Lugar \| Medalla \| Competición \| \| ------------------ \| ------------------ \| ------------------ \| ------------------ \| \| 2024 \| Poznań (Polonia) \| Medalla de oro \| K2 \| |                  |                |             |
| Campeonato Europeo |                  |                |             |
| Año | Lugar            | Medalla        | Competición |
| 2024 | Poznań (Polonia) | Medalla de oro | K2          |